# Sant Magí de Brufaganya (nucli)
Sant Magí de Brufaganya és una entitat de població del municipi de Pontils, Conca de Barberà. L'any 2005 tenia 5 habitants.